# Bothrorrhina radama
Bothrorrhina radama är en skalbaggsart som beskrevs av Künckel D'herculais 1887. Bothrorrhina radama ingår i släktet Bothrorrhina och familjen Cetoniidae. Inga underarter finns listade.